# John Fenn
John Bennett Fenn (Nova York, EUA 1917 - † 2010) és un químic i professor universitari nord-americà guardonat amb el Premi Nobel de Química l'any 2002.

## Biografia
Va néixer el 15 de juny de 1917 a la ciutat de Nova York. Va estudiar química al Berea College, on es graduà el 1947. Posteriorment es va doctorar per la Universitat Yale l'any 1940, i des de 1952 es dedica a la docència. Entre aquell any i 1967 fou professor de química a la Universitat de Princeton, i entre 1967 i 1987 ho fou d'enginyeria química a Yale. Actualment exercerix com enginyer de recerca a la Universitat de Virgínia.

## Recerca científica
El 1988 va publicar el mètode de ionització per electroesprai (Electro-spray ionization en anglès, o ESI), una nova tècnica basada en l'espectroscòpia de masses que permet detectar i analitzar proteïnes. Aquest descobriment va permetre comprendre millor els processos vitals i augmentar ràpidament la velocitat amb la qual els nous compostos farmacèutics complexos podrien ser avaluats, conduint directament al desenvolupament de les medicacions per aturar l'avanç de la sida (inhibidors de proteasa) desenvolupada a la dècada del 1990.
L'any 2002 fou guardonat, juntament amb el japonès Koichi Tanaka, amb la meitat del Premi Nobel de Química, mentre que l'altra meitat del premi fou pel químic suís Kurt Wüthrich. Els tres químics foren guardonats pel desenvolupament de mètodes d'identificació i d'anàlisi estructural de macromolècules biològiques, si bé els dos primers especialment foren guardonats pel desenvolupament de mètodes suaus de desorció iònica per a les anàlisis espectromètriques totals de macromolècules biològiques, i el tercer pel desenvolupament de l'espectroscòpia de ressonància magnètica nuclear per a determinar l'estructura tridimensional de macromolècules biològiques en una solució.